# Frédéric Kanouté
Frédéric Oumar Kanouté (Sainte-Foy-lès-Lyon, 2 settembre 1977) è un ex calciatore francese naturalizzato maliano, di ruolo attaccante.
È il primatista di reti con la maglia del Siviglia (28) nelle competizioni europee.

## Biografia
Musulmano praticante da quando aveva vent'anni, ai tempi del Siviglia indossava una maglietta priva di sponsor, dato che l'esibizione di una sponsorizzazione relativa alle scommesse e al gioco d'azzardo in generale va contro i principi dell'Islam. La compagnia che sponsorizzava il Siviglia aveva comunque deciso di destinare dei fondi a una causa umanitaria islamica in cambio della sponsorizzazione sulla maglietta di Kanouté.
Nel gennaio 2008, dopo aver segnato un gol in una gara di Coppa del Re contro il Deportivo La Coruña, ha mostrato una maglietta nera con scritto "Palestina" in diverse lingue, come supporto alla causa palestinese.

## Caratteristiche
Era una prima punta forte fisicamente e dotata di ottimo fiuto del gol, in grado di segnare anche di testa.

## Carriera

### Club
Notato dal Lione, entrò nelle giovanili del club nel 1997 e poco dopo esordì con la Nazionale francese Under-21. Si trasferì al West Ham United nel 2000. Con la squadra di Londra giocò 56 partite e realizzò 14 gol. Nel 2003 passò al Tottenham Hotspur.
Il 17 agosto 2005 fu ceduto al Siviglia, con cui ha vinto 2 Coppe UEFA (2005-2006 e 2006-2007) e una Supercoppa europea (2006). Scese in campo da sostituto nel secondo tempo della finale della Coppa UEFA 2005-2006, segnando all'89' il gol del definitivo 4-0 contro il Middlesbrough. Realizzò una tripletta in casa del Real Madrid il 19 agosto 2007, partita di ritorno della finale di Supercoppa di Spagna vinta dagli andalusi per 5-3.
Il 2 febbraio 2009 venne nominato Calciatore africano dell'anno relativamente alla stagione 2007, diventando il primo giocatore nato in Europa ad aggiudicarsi tale riconoscimento. Il 2 aprile 2009 rinnovò il contratto che lo legava al Siviglia fino al 2012. Il 14 agosto 2010 mise a segno una doppietta nella vittoria per 3-1 sul Barcellona nell'andata della Supercoppa di Spagna; tuttavia i catalani si aggiudicarono poi la coppa, vincendo per 4-0 al ritorno. Il 15 maggio 2011, con la doppietta segnata allo Stadio Ramón Sánchez Pizjuán contro la Real Sociedad, permise alla squadra di qualificarsi all'Europa League.
Il 1º luglio 2012, scaduto il suo contratto con il Siviglia, venne ingaggiato dal Beijing Guoan dove chiuse la carriera con il club cinese.

### Nazionale
Selezionabile per la Nazionale francese e per quella maliana, scelse di entrare a far parte di quest'ultima nel 2004. Miglior marcatore del Mali nella Coppa d'Africa 2004, nella competizione segnò 4 gol in 4 partite, dando il proprio contributo al raggiungimento della semifinale, persa contro il Marocco. Realizzò una doppietta all'esordio contro il Kenya (3-1), e in seguito partecipò anche alla Coppa d'Africa 2006 alla Coppa d'Africa 2008 e alla Coppa d'Africa 2010.
Il 19 gennaio 2010 annunciò la sua intenzione di lasciare la Nazionale del Mali, dopo una sfida giocata contro il Malawi.

## Statistiche

### Presenze e reti nei club
Statistiche aggiornate al 29 maggio 2011.
| Stagione              | Squadra               | Campionato            | Campionato | Campionato | Coppe nazionali | Coppe nazionali | Coppe nazionali | Coppe continentali | Coppe continentali | Coppe continentali | Altre coppe | Altre coppe | Altre coppe | Totale | Totale |
| Stagione              | Squadra               | Comp                  | Pres       | Reti       | Comp            | Pres            | Reti            | Comp               | Pres               | Reti               | Comp        | Pres        | Reti        | Pres   | Reti   |
| --------------------- | --------------------- | --------------------- | ---------- | ---------- | --------------- | --------------- | --------------- | ------------------ | ------------------ | ------------------ | ----------- | ----------- | ----------- | ------ | ------ |
| 1997-1998             | O. Lione              | D1                    | 18         | 6          | CF+CdL          | 0+1             | 0               | I+CU               | 0+3                | 0+1                | -           | -           | -           | 22     | 7      |
| 1998-1999             | O. Lione              | D1                    | 9          | 2          | CF+CdL          | 0+0             | 0               | CU                 | 3                  | 1                  | -           | -           | -           | 12     | 3      |
| 1999-gen 2000         | O. Lione              | D1                    | 13         | 1          | CF+CdL          | 0+0             | 0               | UCL+CU             | 2+3                | 0                  | -           | -           | -           | 18     | 1      |
| Totale O. Lione       | Totale O. Lione       | Totale O. Lione       | 40         | 9          |                 | 1               | 0               |                    | 11                 | 2                  |             | -           | -           | 52     | 11     |
| gen.- giu. 2000       | West Ham              | PL                    | 8          | 2          | FACup+CdL       | 0+0             | 0               | Int+CU             | 0+0                | 0                  |             | -           | -           | 8      | 2      |
| 2000-2001             | West Ham              | PL                    | 32         | 11         | FACup+CdL       | 4+3             | 3+0             | -                  | -                  | -                  | -           | -           | -           | 39     | 14     |
| 2001-2002             | West Ham              | PL                    | 27         | 11         | FACup+CdL       | 1+0             | 1+0             | -                  | -                  | -                  | -           | -           | -           | 28     | 12     |
| 2002-2003             | West Ham              | PL                    | 17         | 5          | FACup+CdL       | 0+0             | 0               | -                  | -                  | -                  | -           | -           | -           | 17     | 5      |
| Totale West Ham       | Totale West Ham       | Totale West Ham       | 84         | 29         |                 | 8               | 4               |                    | 0                  | 0                  |             | -           | -           | 92     | 33     |
| 2003-2004             | Tottenham             | PL                    | 27         | 7          | FACup+CdL       | 1+3             | 3+2             | -                  | -                  | -                  | -           | -           | -           | 31     | 12     |
| 2004-2005             | Tottenham             | PL                    | 33         | 7          | FACup+CdL       | 5+4             | 0+2             | -                  | -                  | -                  | -           | -           | -           | 42     | 9      |
| Totale Tottenham      | Totale Tottenham      | Totale Tottenham      | 60         | 14         |                 | 13              | 7               |                    | -                  | -                  |             | -           | -           | 73     | 21     |
| 2005-2006             | Siviglia              | PD                    | 32         | 6          | CR              | 2               | 2               | CU                 | 11                 | 6                  |             | -           | -           | 43     | 12     |
| 2006-2007             | Siviglia              | PD                    | 32         | 21         | CR              | 5               | 4               | CU                 | 10                 | 4                  | SU          | 1           | 1           | 44     | 28     |
| 2007-2008             | Siviglia              | PD                    | 30         | 16         | CR              | 2               | 4               | UCL                | 9                  | 5                  | SS+SU       | 1+1         | 3+0         | 43     | 28     |
| 2008-2009             | Siviglia              | PD                    | 34         | 18         | CR              | 6               | 2               | CU                 | 2                  | 2                  | -           | -           | -           | 42     | 22     |
| 2009-2010             | Siviglia              | PD                    | 27         | 12         | CR              | 5               | 1               | UCL                | 7                  | 2                  | -           | -           | -           | 39     | 15     |
| 2010-2011             | Siviglia              | PD                    | 28         | 12         | CR              | 6               | 3               | UCL+UEL            | 2+7                | 1+5                | SS          | 1           | 2           | 44     | 23     |
| 2011-2012             | Siviglia              | PD                    | 26         | 4          | CR              | 3               | 3               | UEL                | 2                  | 1                  | -           | -           | -           | 31     | 8      |
| Totale Siviglia       | Totale Siviglia       | Totale Siviglia       | 209        | 89         |                 | 29              | 19              |                    | 50                 | 26                 |             | 4           | 5           | 292    | 139    |
| 2012                  | Beijing Guo'an        | CSL                   | 10         | 1          | CC              | 2               | 2               |                    | -                  | -                  |             | -           | -           | 12     | 3      |
| 2013                  | Beijing Guo'an        | CSL                   | 24         | 9          | CC              | 3               | 0               | ACL                | 7                  | 1                  |             | -           | -           | 34     | 10     |
| Totale Beijing Guo'an | Totale Beijing Guo'an | Totale Beijing Guo'an | 34         | 10         |                 | 5               | 2               |                    | 7                  | 1                  |             | -           | -           | 46     | 13     |
| Totale carriera       | Totale carriera       | Totale carriera       | 427        | 151        |                 | 56              | 32              |                    | 68                 | 29                 |             | 4           | 5           | 555    | 217    |

### Cronologia presenze e reti in Nazionale
| Cronologia completa delle presenze e delle reti in nazionale ― Mali | Cronologia completa delle presenze e delle reti in nazionale ― Mali | Cronologia completa delle presenze e delle reti in nazionale ― Mali | Cronologia completa delle presenze e delle reti in nazionale ― Mali | Cronologia completa delle presenze e delle reti in nazionale ― Mali | Cronologia completa delle presenze e delle reti in nazionale ― Mali | Cronologia completa delle presenze e delle reti in nazionale ― Mali | Cronologia completa delle presenze e delle reti in nazionale ― Mali |
| Data                                                                | Città                                                               | In casa                                                             | Risultato                                                           | Ospiti                                                              | Competizione                                                        | Reti                                                                | Note                                                                |
| ------------------------------------------------------------------- | ------------------------------------------------------------------- | ------------------------------------------------------------------- | ------------------------------------------------------------------- | ------------------------------------------------------------------- | ------------------------------------------------------------------- | ------------------------------------------------------------------- | ------------------------------------------------------------------- |
| 15-1-2004                                                           | Algeri                                                              | Algeria                                                             | 0 – 2                                                               | Mali                                                                | Amichevole                                                          | -                                                                   |                                                                     |
| 26-1-2004                                                           | Biserta                                                             | Kenya                                                               | 1 – 3                                                               | Mali                                                                | Coppa d'Africa 2004 - 1º turno                                      | 2                                                                   |                                                                     |
| 30-1-2004                                                           | Tunisi                                                              | Burkina Faso                                                        | 1 – 3                                                               | Mali                                                                | Coppa d'Africa 2004 - 1º turno                                      | 1                                                                   |                                                                     |
| 7-2-2004                                                            | Tunisi                                                              | Mali                                                                | 2 – 1                                                               | Guinea                                                              | Coppa d'Africa 2004 - Quarti di finale                              | 1                                                                   | 67’                                                                 |
| 11-2-2004                                                           | Susa                                                                | Marocco                                                             | 4 – 0                                                               | Mali                                                                | Coppa d'Africa 2004 - Semifinale                                    | -                                                                   |                                                                     |
| 13-2-2004                                                           | Monastir                                                            | Nigeria                                                             | 2 – 1                                                               | Mali                                                                | Coppa d'Africa 2004 - Finale 3º posto                               | -                                                                   | 65’                                                                 |
| 28-4-2004                                                           | Sfax                                                                | Tunisia                                                             | 1 – 0                                                               | Mali                                                                | Amichevole                                                          | -                                                                   | 77’                                                                 |
| 6-6-2004                                                            | Monrovia                                                            | Liberia                                                             | 1 – 0                                                               | Mali                                                                | Qual. Mondiali 2006                                                 | -                                                                   |                                                                     |
| 19-6-2004                                                           | Bamako                                                              | Mali                                                                | 1 – 1                                                               | Zambia                                                              | Qual. Mondiali 2006                                                 | 1                                                                   | 28’                                                                 |
| 4-7-2004                                                            | Brazzaville                                                         | Rep. del Congo                                                      | 1 – 0                                                               | Mali                                                                | Qual. Mondiali 2006                                                 | -                                                                   |                                                                     |
| 18-8-2004                                                           | Colombes                                                            | RD del Congo                                                        | 0 – 3                                                               | Mali                                                                | Amichevole                                                          | 1                                                                   | 82’                                                                 |
| 5-9-2004                                                            | Bamako                                                              | Mali                                                                | 2 – 2                                                               | Senegal                                                             | Qual. Mondiali 2006                                                 | 1                                                                   |                                                                     |
| 9-2-2005                                                            | Saint-Denis                                                         | Guinea                                                              | 2 – 2                                                               | Mali                                                                | Amichevole                                                          | -                                                                   |                                                                     |
| 27-3-2005                                                           | Bamako                                                              | Mali                                                                | 1 – 2                                                               | Togo                                                                | Qual. Mondiali 2006                                                 | -                                                                   | 74’                                                                 |
| 8-10-2005                                                           | Dakar                                                               | Senegal                                                             | 3 – 0                                                               | Mali                                                                | Qual. Mondiali 2006                                                 | -                                                                   |                                                                     |
| 28-5-2006                                                           | Casablanca                                                          | Marocco                                                             | 0 – 1                                                               | Mali                                                                | Amichevole                                                          | 1                                                                   | 90’                                                                 |
| 16-8-2006                                                           | Narbonne                                                            | Tunisia                                                             | 0 – 1                                                               | Mali                                                                | Amichevole                                                          | 1                                                                   |                                                                     |
| 3-9-2006                                                            | Freetown                                                            | Sierra Leone                                                        | 0 – 0                                                               | Mali                                                                | Qual. Coppa d'Africa 2008                                           | -                                                                   | 63’                                                                 |
| 25-3-2007                                                           | Bamako                                                              | Mali                                                                | 1 – 1                                                               | Benin                                                               | Qual. Coppa d'Africa 2008                                           | 1                                                                   | 81’                                                                 |
| 3-6-2007                                                            | Porto Novo                                                          | Benin                                                               | 0 – 0                                                               | Mali                                                                | Qual. Coppa d'Africa 2008                                           | -                                                                   |                                                                     |
| 12-10-2007                                                          | Lomé                                                                | Togo                                                                | 0 – 2                                                               | Mali                                                                | Qual. Coppa d'Africa 2008                                           | 1                                                                   |                                                                     |
| 10-1-2008                                                           | Abu Dhabi                                                           | Egitto                                                              | 1 – 0                                                               | Mali                                                                | Amichevole                                                          | -                                                                   |                                                                     |
| 21-1-2008                                                           | Sekondi-Takoradi                                                    | Benin                                                               | 0 – 1                                                               | Mali                                                                | Coppa d'Africa 2008 - 1º turno                                      | 1                                                                   |                                                                     |
| 25-1-2008                                                           | Sekondi-Takoradi                                                    | Nigeria                                                             | 0 – 0                                                               | Mali                                                                | Coppa d'Africa 2008 - 1º turno                                      | -                                                                   |                                                                     |
| 29-1-2008                                                           | Accra                                                               | Costa d'Avorio                                                      | 3 – 0                                                               | Mali                                                                | Coppa d'Africa 2008 - 1º turno                                      | -                                                                   | 46’                                                                 |
| 1-6-2008                                                            | Bamako                                                              | Mali                                                                | 4 – 2                                                               | Rep. del Congo                                                      | Amichevole                                                          | -                                                                   |                                                                     |
| 7-6-2008                                                            | N'Djamena                                                           | Ciad                                                                | 1 – 2                                                               | Mali                                                                | Qual. Mondiali 2010                                                 | 2                                                                   |                                                                     |
| 14-6-2008                                                           | Khartum                                                             | Sudan                                                               | 3 – 2                                                               | Mali                                                                | Qual. Mondiali 2010                                                 | 2                                                                   |                                                                     |
| 22-6-2008                                                           | Bamako                                                              | Mali                                                                | 3 – 0                                                               | Sudan                                                               | Qual. Mondiali 2010                                                 | 1                                                                   |                                                                     |
| 11-10-2008                                                          | Bamako                                                              | Mali                                                                | 2 – 1                                                               | Ciad                                                                | Qual. Mondiali 2010                                                 | -                                                                   | 67’                                                                 |
| 11-2-2009                                                           | Bois-Guillaume                                                      | Angola                                                              | 0 – 4                                                               | Mali                                                                | Amichevole                                                          | 1                                                                   |                                                                     |
| 28-3-2009                                                           | Khartum                                                             | Sudan                                                               | 1 – 1                                                               | Mali                                                                | Qual. Mondiali 2010                                                 | 1                                                                   |                                                                     |
| 7-6-2009                                                            | Bamako                                                              | Mali                                                                | 0 – 2                                                               | Ghana                                                               | Qual. Mondiali 2010                                                 | -                                                                   |                                                                     |
| 21-6-2009                                                           | Bamako                                                              | Mali                                                                | 3 – 1                                                               | Benin                                                               | Qual. Mondiali 2010                                                 | 1                                                                   |                                                                     |
| 6-9-2009                                                            | Cotonou                                                             | Benin                                                               | 1 – 1                                                               | Mali                                                                | Qual. Mondiali 2010                                                 | -                                                                   |                                                                     |
| 11-10-2009                                                          | Bamako                                                              | Mali                                                                | 1 – 0                                                               | Sudan                                                               | Qual. Mondiali 2010                                                 | 1                                                                   |                                                                     |
| 10-1-2010                                                           | Luanda                                                              | Angola                                                              | 4 – 4                                                               | Mali                                                                | Coppa d'Africa 2010 - 1º turno                                      | 1                                                                   |                                                                     |
| 14-1-2010                                                           | Luanda                                                              | Mali                                                                | 0 – 1                                                               | Algeria                                                             | Coppa d'Africa 2010 - 1º turno                                      | -                                                                   | 61’                                                                 |
| 18-1-2010                                                           | Cabinda                                                             | Mali                                                                | 3 – 1                                                               | Malawi                                                              | Coppa d'Africa 2010 - 1º turno                                      | 1                                                                   | 81’                                                                 |
| Totale                                                              |                                                                     | Presenze                                                            | 39                                                                  |                                                                     | Reti (2º posto)                                                     | 23                                                                  |                                                                     |

## Palmarès

### Competizioni nazionali
- Coppa di Spagna: 2

Siviglia: 2006-2007, 2009-2010
- Supercoppa di Spagna: 1

Siviglia: 2007

### Competizioni internazionali
- Coppa Intertoto UEFA: 1

Olympique Lione: 1997
- Coppa UEFA: 2

Siviglia: 2005-2006, 2006-2007
- Supercoppa UEFA: 1

Siviglia: 2006